# Чемпионат мира по современному пятиборью среди юниоров 1977
Чемпионат мира по современному пятиборью среди юниоров 1977 проводился в Сент-Антони  США 9 по 13 октября 1977 года. На чемпионате все награды разыгрывались в личном и командном первенстве.
Чемпионат завершился победой Василия Нефедова. Он завоевал звание чемпиона мира в личном первенстве.

## Итоговые результаты
- Личное первенство.

| Место | Спортсмен       | Страна | Сумма |
| ----- | --------------- | ------ | ----- |
| 1.    | Василий Нефедов | СССР   | 5393  |
| 2.    | А. Белман       | ФРГ    | 5320  |
| 3.    | Х. Кейн         | США    | 5251  |

| 4. | Евгений Липеев | СССР    | 5220 |
| 5. | Ласло Хорват   | Венгрия | 5200 |
| 6. | Ян Олесински   | Польша  | 5182 |